# Жозе Інасіу Рокете
Жозе́ Іна́сіу Роке́те (порт. José Inácio Roquete; липень 1800 — 1 квітня 1870) — португальський монах-францисканець, видавець, мовознавець, перекладач. Народився в Алкабідеше, Кашкайш, Португалія. Син чиновника Антоніу Рокете. Отримав гарну освіту. Всупереч батьківській волі прийняв чернецтво у Ешторільському монастиря святого Антонія (1821). Вивчав філософію і теологію у францисканських монастирях Кампу Майора і Порталегре (1825). У Громадянській війні підтримував короля Мігела. Після перемоги лібералів і заборони чернечих орденів (1834) був ув'язнений, а згодом — депортований (1836). Мешкав у Лондоні та Парижі. Допомагав у дослідженнях португальському історику Мануелу де Баррушу, який працював у вигнанні в Парижі. Повернувшись на батьківщину (1857), викладав герменевтику і риторику, працював секретарем Лісабонського патріархату. Член Лісабонської академії наук. Автор праць присвячених теології, історії, дидактиці. Помер у Сантарені, Португалія.

## Праці
- Imitação de Christo / J.-I. Roquete. Nova edição. Paris: Typ. Guillard. 1800.
- Manual da semana santa, para assistir aos officios que celebra a Santa Igreja: Nas horas matutinas dos veneraveis, e principaes dias da Semana Santa / José Inácio Roquete. Lisboa: Impr. Regia, 1817.
- Manual da Missa e da Confissão … / José Ignacio Roquete. Paris: Casa de J. P. Aillaud. 1837.
- Nouveau Dictionnaire Portugais-Français / José Ignácio Roquete. Paris: Ediçäo Aillaud, Guillard et Cie., 1841.
- Thesouro da mocidade portugueza: A moral em acçäo / J. I. Roquete. 3a Ediçäo. Pariz: Ediçäo J. P. Aillaudd, 1846.
- Manual dos Officios da Semana Santa / pelo presbytero José Ignacio Roquete. Paris: Livr. Portugueza de J. P. Aillaud. 1847.
- Sermão da Bula da Santa Cruzada… / José Inácio Roquette. Lisbôa: Imprensa Nacional. 1861.
- Grammatica Elementar da Lingua Portugueza / J.I. Roquette. Pariz: Ediçäo V.-P. Aillaud, Monlon e Ca, 1861.
- Imitação de Christo / Tomaz de Kempis ; trad. nova… por J. Roquete. Paris: Va. J. P. Aillaud. 1862.
- Homilias e sermões parochiaes para todos os domingos do anno / José Ignacio Roquette. Paris: Typ. V. Goupy et Cie. 1865.
- Codigo do bom tom ou regras da civilidade de bem viver no XIX °seculo / Por J. I. Roquete…. Nova edição corrigida e consideravelmente augmentada… Paris: Va J. P. Aillaud. 1867.
- Livro d'ouro dos meninos para sevir d'introduçäo ao thesouro da adolescencia e da juventude / por J. -I. Roquette. Paris: Va J. — P. Aillaud, Guilard, 1867.
- Sermões… / José Inácio Roquete ; noticia biográfica do autor por José de Freitas Amorim Barbosa. Pariz: Va. J. P. Aillaud Guillard. 1872.